# Temporada de furacões no Atlântico de 1904
A temporada de furacões no Atlântico de 1904 não apresentou ciclones tropicais durante os meses de julho e agosto. O primeiro ciclone da temporada foi inicialmente observado no sudoeste do Caribe em 10 de junho. Depois que esta tempestade se dissipou em 14 de junho, a próxima não foi detectada até 8 de setembro. O sexto e último sistema fez a transição para um ciclone extra-tropical na costa da Carolina do Sul em 4 de novembro. Dois dos seis ciclones tropicais existiram simultaneamente.
Das seis tempestades tropicais da temporada, quatro se transformaram em furacões. Nenhum deles se aprofundou ainda mais em um grande furacão, que é um ciclone tropical que atinge pelo menos a categoria três na moderna escala de ventos de furacões Saffir-Simpson. O projeto de reanálise de furacões no Atlântico também indicou, mas não pôde confirmar, a presença de quatro depressões tropicais adicionais ao longo da temporada. No entanto, a reanálise adicionou um furacão não detectado anteriormente no final de setembro e início de outubro ao banco de dados de furacões do Atlântico (HURDAT). O primeiro e segundo sistemas deixaram os impactos mais significativos durante esta temporada. A primeira tempestade trouxe fortes chuvas para o leste de Cuba, causando inundações que deixaram danos generalizados e pelo menos 87 mortes. Em setembro, o segundo ciclone tropical da temporada produziu ventos fortes ao longo da costa leste dos Estados Unidos, da Carolina do Sul para o norte e no Canadá atlântico. Foram pelo menos 18 mortes e $ 2,5 milhões (1904 USD) em danos.
A atividade da temporada foi refletida com uma classificação de energia ciclônica acumulada (ECA) de 30, o terceiro valor mais baixo na época e o mais baixo desde 1864. ECA é uma métrica usada para expressar a energia usada por um ciclone tropical durante sua vida. Portanto, uma tempestade com maior duração terá altos valores de ECA. É calculado apenas em incrementos de seis horas em que sistemas tropicais e subtropicais específicos estão em ou acima de velocidades de vento sustentadas de 63 km/h (39 mph), que é o limite para a intensidade das tempestades tropicais. Assim, as depressões tropicais não estão incluídas aqui.

## Sistemas

### Furacão Um
A primeira tempestade da temporada foi observada por navios no sudoeste do Caribe em 10 de junho, cerca de 105 km leste-sudeste da Ilha de Providência. Movendo-se de norte a norte-nordeste, a depressão se fortaleceu lentamente, atingindo intensidade de tempestade tropical no início de 12 de junho. Depois de fazer uma curva para nordeste, a tempestade se fortaleceu ainda mais. Tornou-se um furacão categoria um nos dias modernos Saffir-Simpson furacão escala de vento em 13 de junho, várias horas antes de atingir o pico com ventos de 130 km/h (80 mph) e uma pressão barométrica mínima de 1,003 mbar (29.6 inHg), ambos estimados por Ramón Pérez do Instituto Cubano de Meteorologia em 2000. Pouco depois, o furacão atingiu a costa perto de Pilón, na província de Granma, Cuba. no início de 14 de junho, o ciclone enfraqueceu para uma tempestade tropical. Logo emergiu no Oceano Atlântico, mas continuou enfraquecendo, caindo para a intensidade da depressão tropical e se dissipando no sudeste das Bahamas no final de 14 de junho.
Na Jamaica, a tempestade lenta trouxe mais de 250 mm (10 in) de chuva para as porções ocidentais da ilha. As inundações subsequentes inundaram várias estradas e destruíram várias pontes, isolando algumas áreas. Fortes precipitações também caíram no leste de Cuba, com a cidade de Santiago de Cuba observando cerca de 360 mm (14 in) de chuva em apenas cinco horas. Cerca de 150 casas foram danificadas ou destruídas, enquanto muitas minas, estradas e ferrovias foram afetadas. El Cobre também estava entre as cidades mais devastadas pela tempestade. As áreas baixas da cidade foram completamente destruídas, assim como pontes, pontes ferroviárias e ferrovias. Pelo menos 87 ocorreram mortes, com algumas fontes estimando que mais de 250 pessoas foram mortas.

### Furacão Dois
Após uma calmaria de três meses, a próxima tempestade tropical foi observada pela primeira vez por volta de 680 km (420 mi) a nordeste de Barbados em 8 de setembro. A tempestade moveu-se para noroeste por vários dias e lentamente se fortaleceu. Às 12:00 UTC em 12 de setembro, o sistema se tornou um furacão. Seis horas depois, atingiu o pico com ventos máximos sustentados de 130 km/h (80 mph). O furacão atingiu a costa de Cedar Island, na Carolina do Sul, com a mesma intensidade por volta das 13h. UTC em 14 de setembro. Uma pressão barométrica de 985 mbar (29.1 inHg) foi observada em terra firme, a menor em relação ao sistema. Cerca de cinco horas depois, o ciclone enfraqueceu para uma tempestade tropical e fez uma curva acentuada para nordeste. Enfraquecendo e perdendo características tropicais, fez a transição para um ciclone extra-tropical sobre a Baía de Delaware no início de 15 de setembro. Os remanescentes se fortaleceram brevemente em um poderoso ciclone extra-tropical, equivalente a um furacão categoria um, antes de se dissipar sobre a Nova Escócia mais tarde naquele dia.
Na Carolina do Sul, três barcos de pesca afundaram na costa de Charleston, afogando várias pessoas, enquanto outro navio virou, causando três mortes. Dois afogamentos adicionais ocorreram na Carolina do Norte, na costa de Wrightsville Beach. Um tornado gerado pela tempestade destruiu cerca de 20 casas e danificou várias outras estruturas, incluindo algumas fábricas de descaroçamento a um custo de $ 25.000, e derrubou postes de telefone e eletricidade entre Mount Olive e Faison, além de causar um ferimento fatal. Dois outros tornados no estado causaram danos semelhantes. Algumas áreas das Carolinas experimentaram chuvas fortes, com 230 mm (8.9 in) em Smiths Mills, Carolina do Sul. Em Maryland, ventos fortes causaram grandes danos a árvores, linhas de energia e plantações. Uma morte por eletrocussão ocorreu em Baltimore. Numerosos navios na Baía de Chesapeake foram danificados, encalhados ou virados.
Nove mortes ocorreram em Delaware, oito depois que um rebocador afundou e outra depois que uma escuna encalhou. Em Lewes, ventos fortes derrubaram casas e empresas, enquanto linhas telegráficas, telefônicas e árvores foram derrubadas. Chuvas fortes na Filadélfia e na cidade de Nova York inundaram muitas ruas e porões. Ventos até 130 km/h (80 mph) na cidade de Nova York quebrou centenas de janelas e derrubou várias árvores e fios. Um homem morreu após ser atingido por uma escada de incêndio de ferro fundido. No porto de Nova York, 19 barcaças se soltaram de suas amarras e vários navios menores foram arrastados para a costa durante a tempestade, enquanto 15 navios sofreram danos ou foram encalhados em Boston. Em todo o sul da Nova Inglaterra, ventos fortes resultaram em danos generalizados a árvores e linhas de energia. Danos nos Estados Unidos chegaram a pelo menos US$ 2 milhões. No Canadá Atlântico, ventos fortes interromperam os serviços de telefonia e telégrafo. Uma mulher foi morta em Halifax, Nova Escócia, quando uma árvore caiu sobre ela. Os ventos ajudaram os bombeiros a combater um grande incêndio em Halifax, que acabou causando cerca de $ 500.000 em danos. Vários incidentes envolvendo navios afundados, encalhados ou forçados a retornar ao porto ocorreram em todo o Canadá Atlântico, incluindo em Novo Brunswick, Terra Nova, e Nova Escócia.

### Furacão Três
Com base em observações e continuidade, estima-se que uma depressão tropical se desenvolveu no sudoeste do Mar do Caribe por volta de 190 km (120 mi) leste-sudeste da Isla de Providencia às 00:00 UTC em 28 de setembro. Movendo-se lentamente para noroeste, a depressão se intensificou em uma tempestade tropical por volta de 24 horas mais tarde. No início de 1 de outubro, com base nas observações do navio a vapor Ellis, o ciclone se tornou um furacão. Pouco depois, a tempestade começou a se curvar para oeste-norte e atingiu o pico com ventos máximos sustentados de 130 km/h (80 mph). No entanto, logo começou a enfraquecer e caiu em uma tempestade tropical no início de 2 de outubro. Por volta das 06:00 UTC no dia seguinte, o sistema atingiu a costa perto da fronteira Belize -México com ventos de 97 km/h (60 mph). Observações do México sugerem que o ciclone enfraqueceu para uma depressão tropical por volta das 00:00. UTC em 4 de outubro e se dissipou sobre Chiapas por volta de 18 horas mais tarde.

### Furacão Quatro
A próxima tempestade foi observada pela primeira vez por navios no início de 12 de outubro, enquanto localizado cerca de 298 km (185 mi) sul-sudeste de Morant Point, Jamaica.  Depois de se mover inicialmente para o oeste, a tempestade gradualmente se curvou para o norte nos dias seguintes. Fortaleceu-se lentamente, tornando-se um furacão por volta das 12:00 UTC em 15 de outubro. No início do dia seguinte, o ciclone atingiu Cuba perto de Trinidad, Sancti Spíritus, com ventos de 121 km/h (75 mph). O sistema enfraqueceu para uma tempestade tropical ao cruzar a ilha, antes de emergir no Oceano Atlântico perto do Estreito da Flórida no final de 16 de outubro. No entanto, no início de 17 de outubro, a tempestade se intensificou novamente em um furacão. Às 05:00 UTC, o furacão atingiu seu pico de intensidade com ventos máximos sustentados de 130 km/h (80 mph) e uma pressão barométrica mínima de 989 mbar (29.2 inHg), que foi observado por uma estação meteorológica em Miami.
Por volta das 08:00 UTC em outubro Em 17 de novembro, o ciclone atingiu Key Largo, na Flórida, enquanto ainda estava no pico de intensidade. Ele enfraqueceu para uma tempestade tropical quatro horas depois. A tempestade então se deslocou lentamente para noroeste no sul da Flórida e começou a executar um ciclo ciclônico. final de outubro Em 18 de novembro, o sistema emergiu no Golfo do México perto de Boca Grande como uma tempestade tropical mínima. A tempestade moveu-se para sudoeste, sudeste e depois para leste-nordeste. Ele não conseguiu se intensificar novamente no Golfo do México e atingiu o continente no condado de Monroe às 10:00. UTC em 20 de outubro com ventos de 64 km/h (40 mph). Por volta das 18:00 UTC, o ciclone emergiu no Atlântico perto de Miami Beach e enfraqueceu para uma depressão tropical. Continuando na direção leste-nordeste, a tempestade cruzou o norte das Bahamas, atingindo Grand Bahama e as Ilhas Abaco. Às 18:00 UTC, o ciclone dissipou-se cerca de 140 km (90 mi) a nordeste das Ilhas Ábaco.
Em Cuba, a tempestade deixou cair fortes chuvas, deixando "danos significativos" devido às inundações. Grande parte do impacto na Flórida concentrou-se na área de Miami. Várias casas foram abertas nas seções norte da cidade e em "Colored Town", um bairro afro-americano hoje conhecido como Overtown. Alguns hotéis locais foram afetados estruturalmente, enquanto muitas empresas foram danificadas. Os ventos também desfolharam arbustos e derrubaram árvores e placas. Árvores e postes elétricos foram derrubados no extremo norte de Fort Lauderdale, deixando algumas quedas de energia. Algumas plantações de frutas cítricas e abacaxis foram danificadas em todo o sul da Flórida, enquanto vegetais de baixa altitude foram consideravelmente arruinados devido às enchentes. Na costa da Flórida, três veleiros naufragaram na tempestade - o britânico Melrose, o alemão Zion e o americano James Judge. As tripulações de Zion e James Judge chegaram à costa com segurança, mas o Melrose afundou no mar agitado com a perda de sete tripulantes. Os sobreviventes ficaram agarrados aos destroços por quase quatro dias antes de serem resgatados.

### Tempestade tropical Cinco
Dados dos navios em 19 de outubro indicou a presença de uma tempestade tropical cerca de 1 925 km a nordeste de Barbuda.  Depois de se mover inicialmente para sudoeste, a tempestade curvou-se brevemente para oeste-noroeste em 20 de outubro, pouco antes de virar para o norte. Por volta das 12:00 UTC em outubro No dia 21, o ciclone atingiu seu pico de intensidade com ventos máximos sustentados de 80 km/h (50 mph) e uma pressão barométrica mínima de 1,005 mbar (29.7 inHg), o último dos quais foi observado por um navio.  O sistema então curvou-se para noroeste e começou a acelerar. Às 00:00 UTC, a tempestade fez a transição para um ciclone extratropical enquanto estava localizada a cerca de 587 km (365 mi) sul-sudeste da Ilha Sable. Os remanescentes extratropicais continuaram rapidamente na direção norte-nordeste até se dissiparem ao sul da Groenlândia em 23 de outubro.

### Tempestade tropical Seis
A última tempestade da temporada foi detectada na Baía de Campeche com base em observações de Mérida, Yucatán, em 31 de outubro. A estação registrou uma pressão barométrica de 1,005 mbar (29.7 inHg), o menor conhecido em relação ao sistema enquanto era um ciclone tropical. Inicialmente movendo-se para noroeste, a tempestade curvou-se para nordeste no início de 1 de novembro. Intensificou-se ligeiramente ao longo do dia, atingindo o pico com ventos máximos sustentados de 80 km/h (50 mph) por volta das 00:00 UTC no dia seguinte. A partir daí, o ciclone começou a enfraquecer ao se aproximar do Panhandle da Flórida. Por volta das 12:00 UTC em 3 de novembro, a tempestade atingiu a costa perto de Fort Walton Beach, Flórida, com ventos de 64 km/h (40 mph). Ele rastreou o Panhandle da Flórida, o sul da Geórgia e a costa da Carolina do Sul antes de fazer a transição para um ciclone extratropical na costa da Carolina do Sul. Os remanescentes extratropicais continuaram rapidamente a nordeste até se dissiparem perto de Newfoundland no final de 6 de novembro. Ventos até 58 km/h (36 mph) foram observados em Nova Orleans, Louisiana, e Pensacola, Flórida. A tempestade produziu chuvas leves a moderadas no sudeste dos Estados Unidos.

## Efeitos sazonais
Esta é uma tabela de todas as tempestades que se formaram na temporada de furacões no Atlântico de 1904. Inclui sua duração, nomes, landfall(s) – denotados por nomes de locais em negrito – danos e totais de morte. As mortes entre parênteses são adicionais e indiretas (um exemplo de morte indireta seria um acidente de trânsito), mas ainda estavam relacionadas àquela tempestade. Danos e mortes incluem totais enquanto a tempestade era extratropical, uma onda ou uma baixa, e todos os números de danos estão em 1904 USD.

| Escala de Furacões de Saffir-Simpson |    |    |   |   |   |   |   |
| DT                                   | TS | TT | 1 | 2 | 3 | 4 | 5 |

| Um                    | 10 de junho–14              | Furacão categoria 1 | 130 (80) | 1003         | Jamaica, Cuba, Bahamas                                                            | Desconhecido | 87-250  | [ 7 ] [ 8 ]                                            |
| Dois                  | 8 de setembro–15            | Furacão categoria 1 | 130 (80) | 985          | Costa Leste dos Estados Unidos (Carolina do Sul), Províncias atlânticas do Canadá | 2.4          | 18      | [ 3 ] [ 10 ] [ 11 ] [ 12 ] [ 17 ] [ 22 ] [ 25 ] [ 26 ] |
| Three                 | 28 de setembro–4 de outubro | Furacão categoria 1 | 130 (80) | Desconhecido | América Central, México                                                           | Desconhecido | Nenhum  |                                                        |
| Quatro                | 12 de outubro–21            | Furacão categoria 1 | 130 (80) | 989          | Jamaica, Cuba, Flórida, Bahamas                                                   | Desconhecido | 7       | [ 3 ]                                                  |
| Cinco                 | 19 de outubro–23            | Tempestade tropical | 85 (50)  | 1005         | Nenhum                                                                            | Nenhum       | Nenhum  |                                                        |
| Seis                  | 31 de outubro–4 de dezembro | Tempestade tropical | 85 (50)  | 1005         | Sudoeste dos Estados Unidos (Florida)                                             | Menor        | Nenhum  |                                                        |
| Agregado da temporada |                             |                     |          |              |                                                                                   |              |         |                                                        |
| 6 sistemas            | 10 de junho – 4 de dezembro |                     | 130 (80) | 985          |                                                                                   | 2.5          | 112-275 |                                                        |